# Христина Онассіс
Христина Онассіс (англ. Christina Onassis, Христина Онасі, грец. Χριστίνα Ωνάση; 11 грудня 1950, Нью-Йорк, США — 19 листопада 1988, Буенос-Айрес, Аргентина) — грецька світська левиця і підприємиця.

## Біографія
Народилася 11 грудня 1950 року в Нью-Йорку в родині Аристотеля Онассіса та Афіни Ліванос.
Христина зі старшим братом Олександром виховувалася у Франції, Греції, Англії. Закінчила школу в Хідінгтоні (Оксфорд) і королівський коледж в Лондоні.
Протягом двох з половиною років втратила всіх рідних: брат Олександр загинув у авіакатастрофі в Афінах в 1973 році; мати померла, імовірно, від передозування наркотиків, в 1974 році; батько помер у 1975 році. Після смерті батька Христина відмовилася від громадянства США і мала подвійне громадянство — Греції та Аргентини.
Христина Онассіс була у шлюбі з Джозефом Болкером (1971—1972), Олександром Андреадісом (1975—1977), Сергієм Каузовим (1978—1980) — громадянин СРСР, співробітник «Совфрахта») та Тьєррі Русселем (1984—1987). У 1985 році народила доньку Афіну Онассіс-Руссель.
Померла 19 листопада 1988 року в Буенос-Айресі при нез'ясованих обставинах (за іншими даними — від інфаркту міокарда).

Після її смерті імперія Онассісів перейшла до її дочки Афіни Руссель.

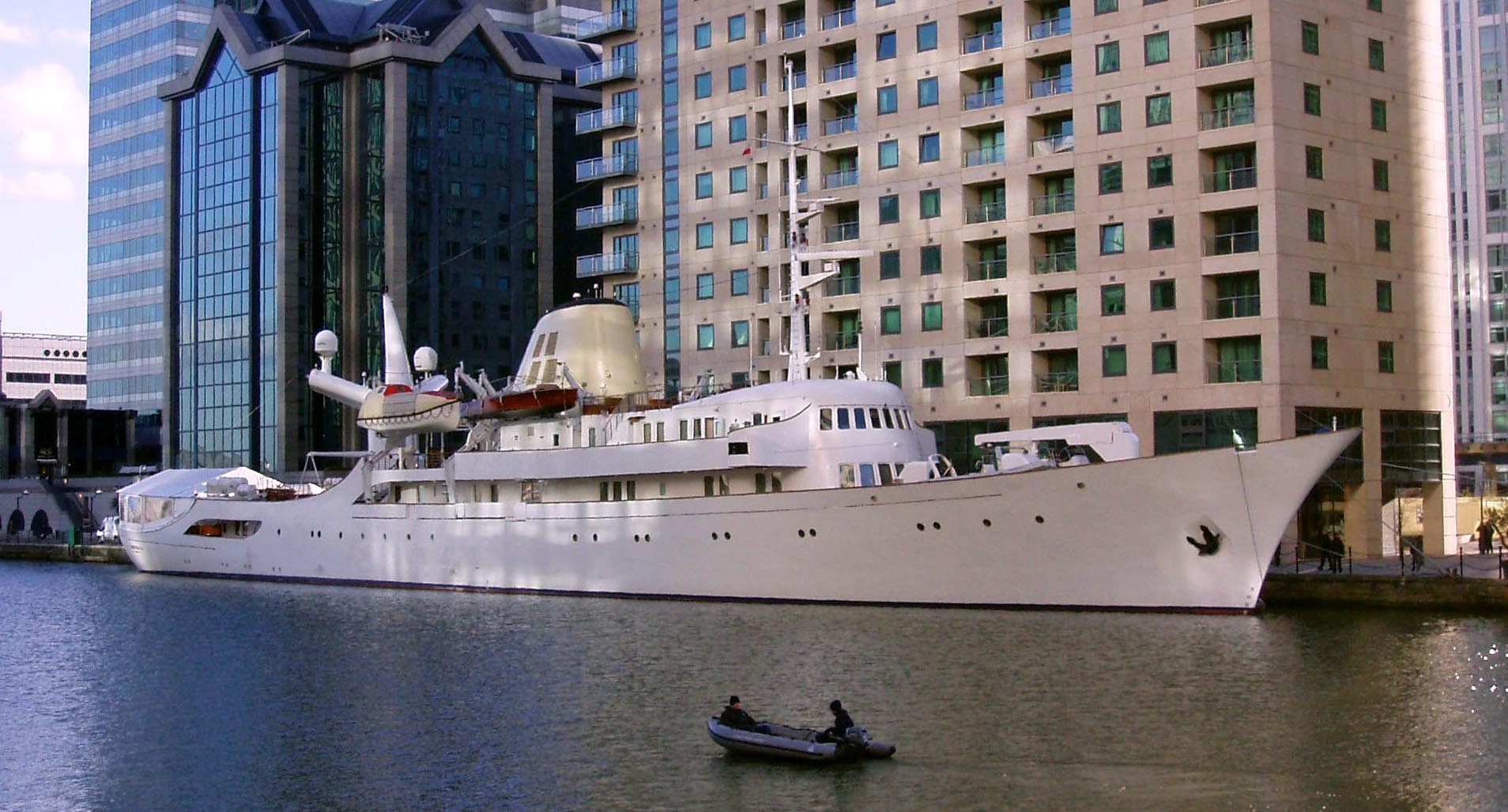
Яхта «Христина О», переобладнана з військового фрегата «Стормонт», кілька років служила постійною резиденцією батька.